# Madrid Open 2009 - Qualificazioni singolare maschile
Le qualificazioni del singolare maschile del Madrid Open 2009 sono state un torneo di tennis preliminare per accedere alla fase finale della manifestazione. I vincitori dell'ultimo turno sono entrati di diritto nel tabellone principale. In caso di ritiro di uno o più giocatori aventi diritto a questi sono subentrati i lucky loser, ossia i giocatori che hanno perso nell'ultimo turno ma che avevano una classifica più alta rispetto agli altri partecipanti che avevano comunque perso nel turno finale.
Le qualificazioni del Madrid Open 2009 prevedevano 28 partecipanti di cui 7 sono entrati nel tabellone principale.

## Teste di serie
1. Miša Zverev (primo turno)
2. Tejmuraz Gabašvili (Qualificato)
3. Eduardo Schwank (Qualificato)
4. Guillermo García López (ultimo turno)
5. Máximo González (primo turno)
6. Fabio Fognini (Qualificato)
7. Tommy Haas (Qualificato)

1. Dušan Vemić (primo turno)
2. Iván Navarro (ultimo turno)
3. Evgenij Korolëv (ultimo turno)
4. Pablo Andújar (ultimo turno)
5. Juan Ignacio Chela (primo turno)
6. Alberto Martín (ultimo turno)
7. Guillermo Cañas (Qualificato)

## Qualificati
1. Guillermo Cañas
2. Tejmuraz Gabašvili
3. Eduardo Schwank
4. Juan Ignacio Chela

1. Marco Crugnola
2. Fabio Fognini
3. Tommy Haas

## Tabellone

### Legenda
| - Q = Qualificato - WC = Wild card - LL = Lucky loser | - ALT = Alternate - SE = Special Exempt - PR = Protected Ranking | - w/o = Walkover - r = Ritirato - d = Squalificato |

### Sezione 1
|  | Primo turno | Primo turno           | Primo turno           | Primo turno | Primo turno |  |  | Ultimo turno | Ultimo turno    | Ultimo turno | Ultimo turno | Ultimo turno |  |
|  |             |                       |                       |             |             |  |  |              |                 |              |              |              |  |
|  |             | Flavio Cipolla        | Flavio Cipolla        | 6           | 4           |  |  |              |                 |              |              |              |  |
|  | 1           | Miša Zverev           | Miša Zverev           | 4           | 1r          |  |  |              | Flavio Cipolla  | 6            | 3            | 3            |  |
|  | 14          | Guillermo Cañas       | Guillermo Cañas       | 6           | 6           |  |  | 14           | Guillermo Cañas | 4            | 6            | 6            |  |
|  |             | Rubén Ramírez Hidalgo | Rubén Ramírez Hidalgo | 1           | 4           |  |  |              |                 |              |              |              |  |

### Sezione 2
|  | Primo turno | Primo turno          | Primo turno        | Primo turno | Primo turno |  |  | Ultimo turno | Ultimo turno       | Ultimo turno | Ultimo turno | Ultimo turno |  |
|  |             |                      |                    |             |             |  |  |              |                    |              |              |              |  |
|  | 2           | Tejmuraz Gabašvili   | Tejmuraz Gabašvili | 6           | 7           |  |  |              |                    |              |              |              |  |
|  |             | David Marrero        | David Marrero      | 4           | 6(1)        |  |  | 2            | Tejmuraz Gabašvili | 4            | 6            | 7            |  |
|  |             | Dušan Vemić          | 4                  | 7           | 7           |  |  |              | Dušan Vemić        | 6            | 4            | 65           |  |
|  | 8           | Daniel Gimeno Traver | 6                  | 5           | 65          |  |  |              |                    |              |              |              |  |

### Sezione 3
|  | Primo turno | Primo turno      | Primo turno      | Primo turno | Primo turno |  |  | Ultimo turno | Ultimo turno    | Ultimo turno    | Ultimo turno | Ultimo turno |  |
|  |             |                  |                  |             |             |  |  |              |                 |                 |              |              |  |
|  | 3           | Eduardo Schwank  | 6                | 65          | 6           |  |  |              |                 |                 |              |              |  |
|  |             | Michael Lammer   | 3                | 7           | 0           |  |  | 3            | Eduardo Schwank | Eduardo Schwank | 6            | 6            |  |
|  | 10          | Evgenij Korolëv  | Evgenij Korolëv  | 6           | 6           |  |  | 10           | Evgenij Korolëv | Evgenij Korolëv | 2            | 2            |  |
|  |             | Michail Kukuškin | Michail Kukuškin | 2           | 3           |  |  |              |                 |                 |              |              |  |

### Sezione 4
|  | Primo turno | Primo turno            | Primo turno        | Primo turno | Primo turno |  |  | Ultimo turno | Ultimo turno           | Ultimo turno           | Ultimo turno | Ultimo turno |  |
|  |             |                        |                    |             |             |  |  |              |                        |                        |              |              |  |
|  | 4           | Guillermo García López | 6                  | 5           | 6           |  |  |              |                        |                        |              |              |  |
|  |             | Fernando Vicente       | 2                  | 7           | 4           |  |  | 4            | Guillermo García López | Guillermo García López | 1            | 3            |  |
|  |             | Juan Ignacio Chela     | Juan Ignacio Chela | 6           | 6           |  |  |              | Juan Ignacio Chela     | Juan Ignacio Chela     | 6            | 6            |  |
|  | 12          | Nicolás Massú          | Nicolás Massú      | 3           | 4           |  |  |              |                        |                        |              |              |  |

### Sezione 5
|  | Primo turno | Primo turno     | Primo turno   | Primo turno | Primo turno |  |  | Ultimo turno | Ultimo turno   | Ultimo turno | Ultimo turno | Ultimo turno |  |
|  |             |                 |               |             |             |  |  |              |                |              |              |              |  |
|  |             | Marco Crugnola  | 4             | 7           | 7           |  |  |              |                |              |              |              |  |
|  | 5           | Máximo González | 6             | 5           | 65          |  |  |              | Marco Crugnola | 1            | 6            | 6            |  |
|  | 9           | Iván Navarro    | Iván Navarro  | 6           | 6           |  |  | 9            | Iván Navarro   | 6            | 2            | 1            |  |
|  |             | Lamine Ouahab   | Lamine Ouahab | 3           | 2           |  |  |              |                |              |              |              |  |

### Sezione 6
|  | Primo turno | Primo turno    | Primo turno | Primo turno | Primo turno |  |  | Ultimo turno | Ultimo turno   | Ultimo turno | Ultimo turno | Ultimo turno |  |
|  |             |                |             |             |             |  |  |              |                |              |              |              |  |
|  | 6           | Fabio Fognini  | 6(1)        | 7           | 6           |  |  |              |                |              |              |              |  |
|  |             | Marc López     | 7           | 6           | 3           |  |  | 6            | Fabio Fognini  | 1            | 6            | 7            |  |
|  | 13          | Alberto Martín | 6           | 1           | 6           |  |  | 13           | Alberto Martín | 6            | 3            | 69           |  |
|  |             | Lukáš Dlouhý   | 4           | 6           | 2           |  |  |              |                |              |              |              |  |

### Sezione 7
|  | Primo turno | Primo turno          | Primo turno          | Primo turno | Primo turno |  |  | Ultimo turno | Ultimo turno  | Ultimo turno  | Ultimo turno | Ultimo turno |  |
|  |             |                      |                      |             |             |  |  |              |               |               |              |              |  |
|  | 7           | Tommy Haas           | Tommy Haas           | 6           | 6           |  |  |              |               |               |              |              |  |
|  |             | Carlos Gomez-Herrera | Carlos Gomez-Herrera | 2           | 1           |  |  | 7            | Tommy Haas    | Tommy Haas    | 6            | 6            |  |
|  | 11          | Pablo Andújar        | Pablo Andújar        | 6           | 6           |  |  | 11           | Pablo Andújar | Pablo Andújar | 3            | 4            |  |
|  |             | Alessio Di Mauro     | Alessio Di Mauro     | 2           | 4           |  |  |              |               |               |              |              |  |